# EHC Freiburg
Les Wölfe Fribourg (en allemand : Wölfe Freiburg) est un club professionnel allemand de hockey sur glace basé à Fribourg-en-Brisgau. Il évolue en DEL2, le deuxième échelon allemand.

## Historique
Le club est créé en 1984 sous le nom de EHC Fribourg. En 2004, il est renommé Wölfe Fribourg. Sa dernière apparition en Deutsche Eishockey Liga remonte à la saison 2003-2004. En 2007, il est retrogradé en Oberliga.

### Palmarès
- Vainqueur de la Deutsche Eishockey-Liga : 1988, 1995, 2003.
- Vainqueur de la 2. Bundesliga : 1977.